# Beauty Camera

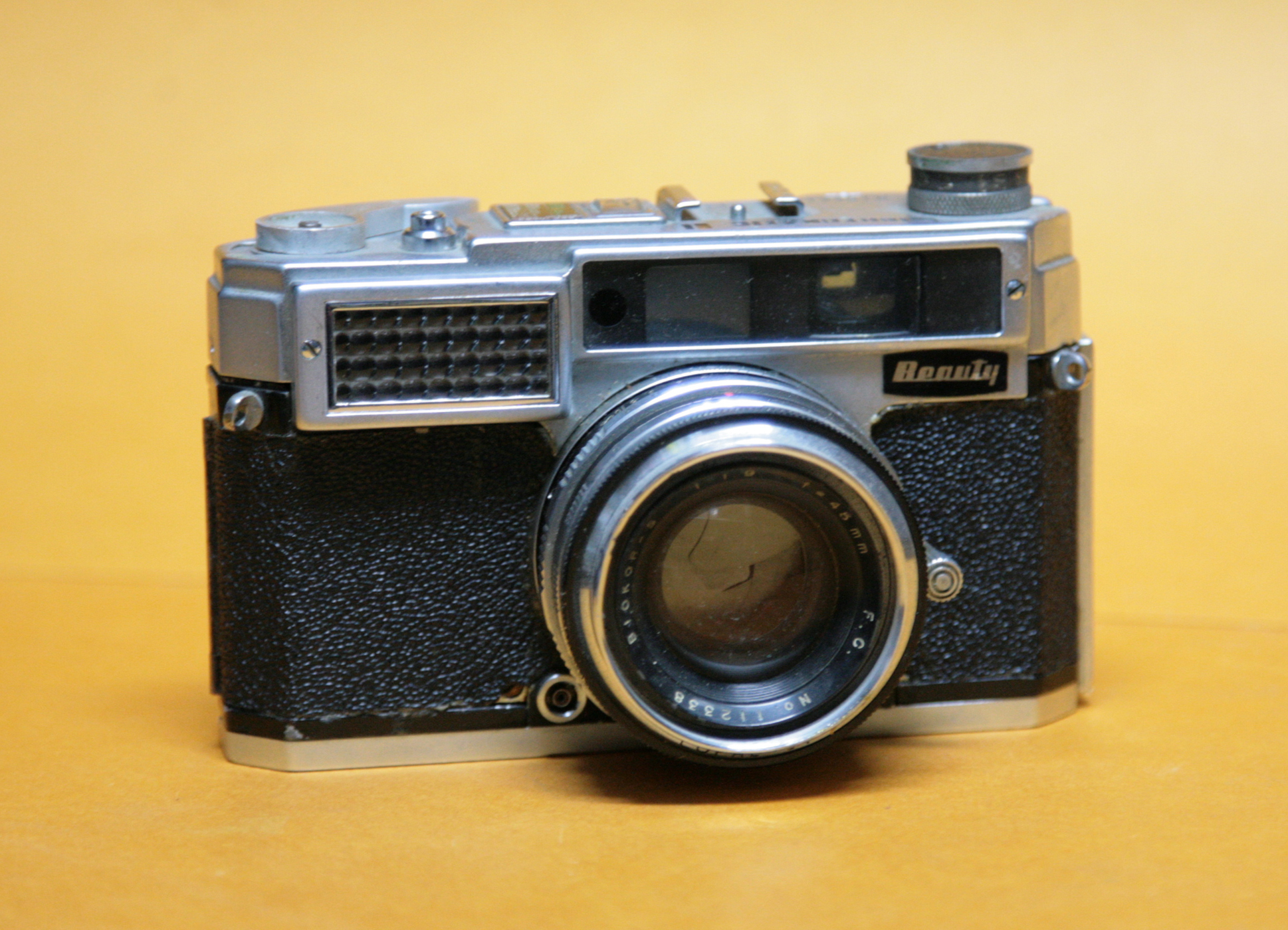
Taiyōdō (太陽堂) o Beauty Camera Lightomatic II 1960; 35 millimetri telemetro 1959 al 1963 con esposimetro al selenio e con obiettivo Biokor-S 45 mm / f1.9 a 5 lame; otturatore Copal-SV con velocità B, 1 sec a 1 / 500s.

La Taiyōdō (太陽堂) o, a partire dal 1957, Beauty Camera è stata un'azienda giapponese produttrice di macchine fotografiche operante dal 1946 al primi anni sessanta.

## Produzione
La produzione della Beauty Camera è iniziata con la Beauty-Six una 6 × 6 con soffietto pieghevole prodotta dal 1950 al 1954.
- Beauty 35I
- Beauty 35 Super
- Beauty 35 Super II
- Beauty 35 Super L
- Beauty Beaumat
- Beauty Canter
- Beauty IIIS
- Beauty Lite III
- Beauty Light O-matic (Lightomatic)[2]
- Beauty Light O-matic II (Lightomatic)[2]
- Beauty Light O-matic III (Lightomatic)[2]
- Beauty Lightmatic SP (Lightomatic)
- Beauty LM[2]
- Beauty S
- Beauty Six o Frank Six[3]
- Beautycord
- Beautycord S
- Beautycord T.K.K.
- Beautyflex
- Beautyflex D
- Beautyflex III
- Beautyflex IIIS
- Beautyflex IV
- Beautyflex K
- Beautyflex S
- Beautyflex T
- Beautyflex V
- Black Beauty
- Reflex Beauty I
- Reflex Beauty II